# Высокая (Зеленцовское сельское поселение)
Высокая — деревня в Никольском районе Вологодской области.
Входит в состав Зеленцовского сельского поселения, с точки зрения административно-территориального деления — в Зеленцовский сельсовет.
Расстояние по автодороге до районного центра Никольска — 70 км, до центра муниципального образования Зеленцово — 10 км. Ближайшие населённые пункты — Красавино, Малиновка, Синицыно.
По переписи 2002 года население — 15 человек.